# بالاپوش‌داریان
بالاپوش‌داریان (نام علمی: Chlamyphorinae) یک زیرخانواده از آرمادیلوهای آمریکای جنوبی از خانواده بالاپوش‌داران است. اعضای این زیرخانواده، آرمادیلوهای پری، عمدتاً دالان‌ساز هستند و دارای چشمان کوچک و ساعدهای قوی با پنجه‌های بزرگ برای حفاری هستند. 

## آرایه‌شناسی
این زیرخانواده دارای دو سردۀ تک‌نماد است:   
- Calyptophractus ، آرمادیلوی پری‌وار بزرگ
- Chlamyphorus ، آرمادیلوی پری‌وار صورتی

## تبارشناسی
بالاپوش‌داریان گروه خواهری گلوله‌ایان (آرمادیلوهای غول پیکر، سه نواره و دم‌برهنه) هستند، همان‌طور که در زیر نشان داده شده است.